# Le Livre des Ombres (Charmed)
 (février 2023).
Si vous disposez d'ouvrages ou d'articles de référence ou si vous connaissez des sites web de qualité traitant du thème abordé ici, merci de compléter l'article en donnant les références utiles à sa vérifiabilité et en les liant à la section « Notes et références ».
Pour les articles homonymes, voir Le Livre des Ombres.
Dans la série Charmed, les sœurs Halliwell ou The Charmed Ones possèdent un puissant et convoité livre de sorcellerie, le Livre des Ombres (The Book of Shadows), ouvrage transmis de générations en générations. Ce livre regroupe les formules, les potions, ainsi que les informations sur leurs ennemis, en majorité des démons. Le livre a été créé de telle sorte qu'il puisse s'auto-protéger en se déplaçant si n'importe quel démon tenterait de s'en emparer. Le symbole de la famille Halliwell orne la couverture du livre, le triquetra, symbole du Pouvoir des Trois.
En réalité, un Livre des Ombres est un ouvrage regroupant divers textes d'ordre magiques et religieux, s'inspirant de la Wicca et de traditions néopaganistes. Il contient les différents rituels, pratiques magiques, les lois éthiques et philosophiques liée à la pratique de la magie.

## Description
C'est un livre très ancien. Vert, il est employé par Prue, Piper, Phoebe et Paige, qui sont des sorcières, pour vaincre toutes sortes d'êtres maléfiques (tiré de l'émission charmed sur W9).

### Contexte
L'ancêtre des Charmed Ones, Melinda Warren, créa le Livre des Ombres à la fin du XVIIe siècle. Sur la première page du livre, l'année 1693 est inscrite,  année probable de confection de l'ouvrage. Lorsque Melinda fut brûlée vive sur le bûcher à la suite de la découverte de sa nature de sorcière, sa fille Prudence hérita du livre. Il fut ensuite transmis de mère en fille pendant plus de 300 ans, jusqu'à ce qu'il arrive entre les mains de Prue, Piper, Phoebe, et plus tard de Paige, à la mort de leur grand-mère Penny.
Le livre s'est enrichi à travers les années au contact de chaque sorcière qui l'a possédé, et vers la fin des années 1960, celui-ci comptait près de 100 pages. Les sœurs Halliwell continuent de contribuer à l'évolution du Livre des Ombres. Penny Halliwell mentionna qu'elle était à l'origine de la majorité des potions recensées dans l'ouvrage. Patty Halliwell, la mère des Charmed Ones, participa également en ajoutant le texte sur Barbas, le Démon de la Peur, tout comme la page intitulée "The Place of Magic In The Rearing of a Child" (Sur la place de la magie lorsque l'on éduque un enfant).
Les sœurs Halliwell ajoutèrent plusieurs entrées. La première entrée fut ajoutée par Phoebe : il s'agissait d'une incantation pour bannir le Croque-Mitaine. La formules  disait :
I am light
I am too strong to fight
Return to dark where Shadows dwell
You cannot have this Halliwell
So go away and leave my sight
And take with you this endless night.
Phoebe ajouta également une entrée très détaillée sur Cole Turner, Balthazar, démon à moitié humain. À la fin de la série, les sœurs écrivirent le récit de leurs aventures et les conséquences sur chacune de leurs vies.
Leo Wyatt ajouta également une entrée intitulée "Tips for Future Whitelighters" (Conseil pour Futurs Êtres de Lumières), dans la crainte de ne pouvoir voir ses fils grandir. Cette entrée comprend des informations sur les pouvoirs des êtres de lumières et des conseils sur leurs responsabilités.
Dans l'épisode final, Piper déclare à sa petite-fille, Mélinda, qu'un jour le Livre des Ombres lui appartiendra aussi.

### Aspect
Le Livre des Ombres est un épais livre, recouvert de cuir vert, orné d'un triquetra de couleur rouge sur la couverture. Le symbole du triquetra est connu pour avoir changé de forme à diverses reprises, en fonction de l'état des relations qui lient les sœurs à leurs pouvoirs. Même si le livre s'est usé depuis sa création il y a trois siècles, ce dernier est complètement intact, à l'exception de la page sur "How to Reliquinsh One's Own Powers" (Comment abandonner ses propres pouvoirs), qui fut déchirée et brûlée par les sœurs Halliwell après avoir failli se faire voler leurs pouvoirs par un warlock. Le Livre des Ombres est apparu dans tous les épisodes de la série.

### Pouvoirs, capacités et usages
Le Livre des Ombres peut:
- Être employé comme un moyen de communication entre Penny et ses petites-filles
- Identifier les démons
- Contient des potions
- Se protéger contre les démons
- Se compléter seul par magie
- Tenter de rester à l'intérieur du manoir, à moins d'être déplacé hors de la maison par l'une des Charmed Ones
- Se changer en fonction de l'état des Charmed Ones
- Inverser l'effet de ses formules en les lisant à l'envers
- Sembler avoir une conscience, ou tout du moins un semblant d'âme

Dû à ses liens avec les sœurs Halliwell:
- Il peut perdre tout son contenu si les pouvoirs des sœurs Halliwell sont dérobés.
- Ses formules auront des effets démoniaques si les sœurs Halliwell deviennent démoniaques.
- Si les sœurs sont sous une pression émotionnelle, sa capacité à s'auto-protéger peut diminuer.

### Ouvrages liés

#### The Grimoire
Le Livre des Ombres a un équivalent démoniaque connu sous le nom de Grimoire, large ouvrage de cuir marron orné d'un symbole démonique inconnu composé d'un pentagramme inversé et d'un crâne. Les pages du Grimoire sont noircies par la puissance maléfique des démons qui l'ont possédé. Tout comme le Livre des Ombres, le Grimoire possède le pouvoir de s'auto-protéger de ses ennemies ou de tout ce qui se touche au côté du Bien. Ses formules et incantations sont écrites en latin. Il n'est apparu qu'à quelques reprises dans la série et fut définitivement éclipsé sous une montagne rocheuse dans la Cordillère des Andes par Leo.
Bianca, avec sa famille de tueurs de sorcières, possède un grimoire contenant les formules créées par la famille, bien que ce ne soit simplement "qu'un" grimoire et non "The Grimoire". Cet ouvrage arbore un symbole composé de deux serpents entrelacés l'un dans l'autre. Pour l'anecdote, ce livre a été vendu sur le site eBay à la fin de l'année 2007 et a atteint une enchère finale de 405,00 $ (276,1 €)
Dans l'épisode Bride and Gloom, le Livre des Ombres commença à se transformer en un grimoire lorsque les sœurs Halliwell se changèrent en démons, changeant les formules bénéfiques en incantations démoniaques.

#### Dans la tradition gitane
Dans la série, les traditions entre la communauté gitane et les sorcières sont intimement ressemblantes. Bien que jamais vraiment exprimé, les familles gitanes possèdent leurs propres versions du Livre des Ombres qui est transmis aussi de générations en générations. Dans Charmed, un épisode nous montre comment la gitane Eva trouva le livre de sa famille, qui avait appartenu précédemment à sa mère avant sa mort. Comme le traditionnel Livre des Ombres, les livres gitans regroupe formules et recettes magiques.

## Critiques
L'auteur et auto-proclamé "expert" paganiste, Raymond Buckland, déclara dans son livre "The Witch Book", paru en 2002, que le Livre des Ombres apparaissant dans Charmed conférait à la série un air d'authenticité et montrait que les producteurs de cette dernière semblait maîtriser le sujet de l'émission, comme les pratiques wiccannes qu'ils présentaient dans les épisodes. Judika Illes ajouta que le Livre des Ombres faisait apparaître les sorcières de la série comme très proches de celles existant dans la tradition italienne des Benandanti, au vu de leurs pratiques. Elle déclara que la série respectait de manière très poussée la terminologie et les rites wiccans (par exemple, quand les sœurs ajoutent des informations à leur Livre des Ombres), mais précise tout de même que la série reste un programme de télévision.
Dans "The Book of Shadows : The Unofficial Charmed Companion", Ngaire E. Genge discute de la place du Livre des Ombres de Charmed dans la ressemblance qu'il entretient avec la forme moderne wiccanne du Book of Shadows et les anciens grimoires comme le très connu Abra-Melen the Mage et celui du Roi Salomon. L'auteur reste très sceptique de la comparaison faite entre le Livre des Ombres et le véritable usage d'un tel livre dans la tradition wiccanne mais ajoute, tout comme Buckland, que la série reste un programme de type fantastique.
Même si l'auteur n'en fait pas référence objectivement, l'ouvrage de Dorothy Morrison, The Craft : A Witch's Book of Shadows, semble être très influencé par la série, faisait apparaître le même triquetra sur sa couverture, comme dans Charmed.
Le Livre des Ombres a aussi de mauvaises critiques. L'auteur Peg Aoli, connu pour être wiccanne et critique des médias à "The Witches Voice" a beaucoup regretté le mélange des genres entre le monde réel de la Wicca et de ses rituels avec le genre fantastique de Charmed, comme par exemple l'utilisation de l'athamé et du Livre des Ombres. Également, dans un essai, "Totally Charmed : Demons, Whitelighters and the Power of Three", Aoli critiqua fortement la manière dont la série représentait la sorcellerie. De plus, d'autres critiques de "The Witches Voice" argumentaient que la représentation de la sorcellerie par Charmed, incluant son Livre des Ombres, soulevait "trop d'idées fausses" à propos de la Wicca dans le monde moderne.